# Plurk
Plurk（プルク、[ˈplɜːk]、中国語: 噗浪）は、無料のソーシャル・ネットワーキング・サービス、ミニブログで、ユーザーはplurksとも呼ばれる短い投稿でやり取りをする。投稿できる文字数は元々140字だったが、後に210字になり、現在は360字までとなっている。